# کلاه حسابداری

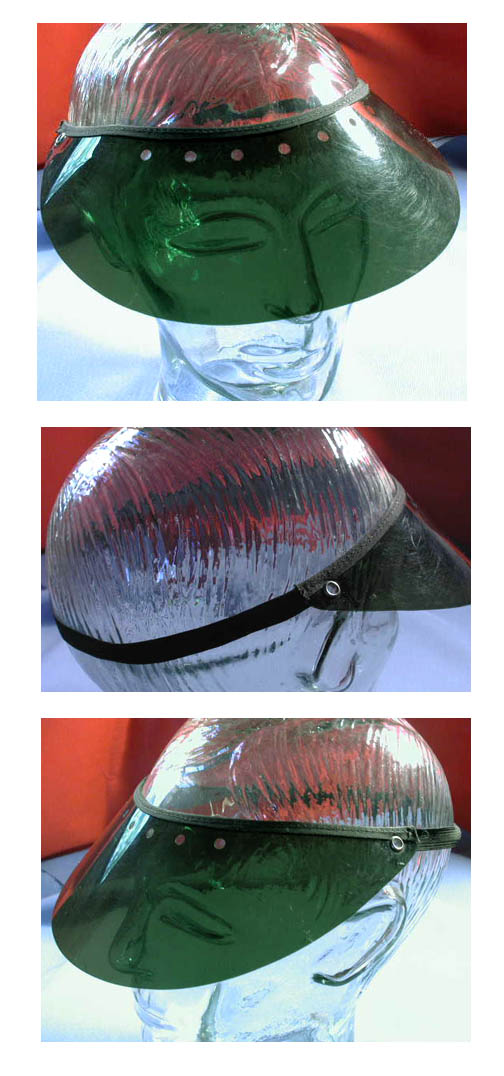

کلاه حسابداری نوعی کلاه لبه دار می‌باشد که از قرن نوزده میلادی رواج پیدا کرده‌است. لبه این کلاه شفاف بوده و به رنگ سبز می‌باشد و به این جهت طراحی شده‌است که نورهای اطراف باعث از دست رفتن تمرکز حسابدار نشود.